# Timonides von Leukas
Timonides von Leukas (altgriechisch Τιμωνίδης Timōnídēs; * wohl im frühen 4. Jahrhundert v. Chr. in Leukas) war ein griechischer Offizier und Geschichtsschreiber. Er nahm an den Kämpfen teil, die zum Sturz des Tyrannen Dionysios II. von Syrakus führten, und verfasste darüber Aufzeichnungen, die nicht erhalten geblieben sind.

## Leben

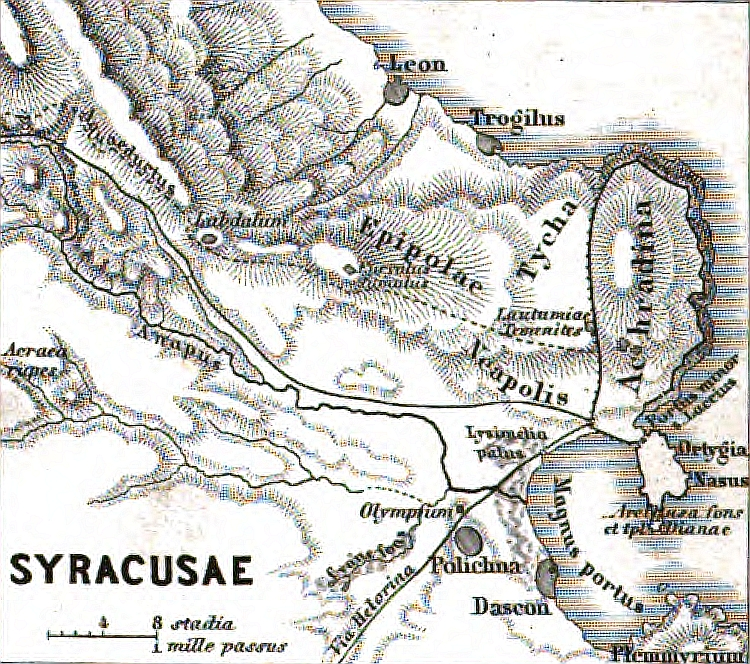
Syrakus in der Antike mit der vorgelagerten Insel Ortygia

Timonides stammte aus der Stadt Leukas, die sich in der Nähe der heutigen Stadt Lefkada auf der gleichnamigen Insel im Ionischen Meer befand. Er war ein Freund des Politikers Dion von Syrakus und gehörte zu dessen engsten Vertrauten. Dion war von dem Tyrannen Dionysios II. von Syrakus in die Verbannung geschickt worden und lebte in Griechenland im Exil. Dort warb er Söldner an und stellte eine Streitmacht für einen Feldzug zum Sturz des Tyrannen auf. Bei diesem Vorhaben erhielt Dion Unterstützung von Mitgliedern der Akademie, der Schule des Philosophen Platon, mit dem er befreundet war. Im Jahre 357 wagte er den Angriff; von der Insel Zakynthos aus brach er mit rund 800 Mann auf fünf Schiffen nach Sizilien auf. Timonides nahm an dem gesamten Feldzug als einer der wichtigsten Kommandeure teil. Nach der Landung auf Sizilien schlossen sich Dion zahlreiche Gegner des Tyrannen an, und er konnte Syrakus leicht einnehmen, da die Stadtbevölkerung sich gegen die Tyrannenherrschaft erhob. Die Stadtfestung auf der Insel Ortygia blieb jedoch zunächst in der Hand des Dionysios. Nach einem Überraschungsangriff von Söldnern des Tyrannen kam es zu schweren Kämpfen in der Stadt. Als Dion sich wegen einer erlittenen Verwundung vorübergehend aus dem Kampf zurückziehen musste, übergab er das Kommando Timonides. Der Angriff der Söldner konnte abgewehrt werden.

## Tätigkeit als Geschichtsschreiber
Platons Neffe Speusippos, ein Freund und eifriger Unterstützer Dions und prominentes Mitglied der Platonischen Akademie, war in Athen geblieben. Er ließ sich von Timonides brieflich über den Verlauf des Feldzugs unterrichten. Somit hatte Timonides Kontakt zur Akademie; vermutlich gehörte er ihr sogar an und war dann ein Schüler Platons. Der Philosophiehistoriker Diogenes Laertios erwähnt einen Simonides, der „Geschichtsbücher“ (historíai) über Dions Taten verfasste und sie Speusippos widmete. Gemeint ist Timonides; offenbar handelt es sich um einen Schreibfehler, denn ein Historiker namens Simonides ist in dieser Zeit unbekannt. Unklar ist, ob das nicht erhaltene Werk historíai mit dem brieflichen Bericht an Speusippos identisch ist. Plutarch, der sich in seiner Lebensbeschreibung Dions an zwei Stellen auf Timonides beruft, besaß Informationen aus dessen Brief an Speusippos. Seine Darstellung von Dions Taten fußt unter anderem auf Angaben des Timonides, den er für vertrauenswürdig hielt. Ungewiss ist, ob Plutarch die Schilderung des Timonides selbst zur Hand hatte oder nur auf indirektem Weg Informationen aus ihr bezog (über eine nicht erhalten gebliebene „Mittelquelle“). Timonides war zwar als Augenzeuge bestens informiert, aber sein Bericht war offenbar stark von seiner Parteinahme für Dion geprägt. Die Hypothese, dass auch Ephoros von Kyme in seiner Universalgeschichte den Bericht des Timonides verwendet hat, entbehrt einer überzeugenden Begründung.